# American Football Conference
American Football Conference (AFC, Americká fotbalová konference) je jedna ze dvou konferencí v National Football League (NFL, Národní fotbalová liga). Tato konference v současné době obsahuje stejně jako její protějšek, National Football Conference (NFC, Národní fotbalová konference), 16 týmů. Těchto 32 týmů tvoří NFL.
AFC původně vznikla jako American Football League (AFL, Americká fotbalová liga), která se v roce 1970 sloučila s NFL. Deset týmů původně hrálo AFL, tři týmy (Cleveland Browns, Pittsburgh Steelers a Baltimore Colts) byly přeřazeny z NFL a další tři vyrovnaly počet týmů v konferencích na 16.

## Aktuální týmy
Od roku 2002 se AFC skládá z šestnácti týmů rozdělených do čtyř divizí (East, North, South a West) po čtyřech týmech.
| American Football Conference |                      |                              |                             |                    |
| Divize                       | Klub                 | Stadion                      | Město                       | Založeno           |
| East                         | Buffalo Bills        | Bills Stadium                | Orchard Park, New York      | 28. října 1959     |
| East                         | Miami Dolphins       | Hard Rock Stadium            | Miami Gardens, Florida      | 16. srpna 1965     |
| East                         | New England Patriots | Gillette Stadium             | Foxborough, Massachusetts   | 22. listopadu 1959 |
| East                         | New York Jets        | MetLife Stadium              | East Rutherford, New Jersey | 14. srpna 1959     |
| North                        | Baltimore Ravens     | M&T Bank Stadium             | Baltimore, Maryland         | 9. února 1996      |
| North                        | Cincinnati Bengals   | Paul Brown Stadium           | Cincinnati, Ohio            | 23. května 1967    |
| North                        | Cleveland Browns     | FirstEnergy Stadium          | Cleveland, Ohio             | 4. června 1944     |
| North                        | Pittsburgh Steelers  | Heinz Field                  | Pittsburgh, Pensylvánie     | 8. července 1933   |
| South                        | Houston Texans       | NRG Stadium                  | Houston, Texas              | 6. října 1999      |
| South                        | Indianapolis Colts   | Lucas Oil Stadium            | Indianapolis, Indiana       | 23. ledna 1953     |
| South                        | Jacksonville Jaguars | TIAA Bank Field              | Jacksonville, Florida       | 30. listopadu 1993 |
| South                        | Tennessee Titans     | Nissan Field                 | Nashville, Tennessee        | 14. srpna 1959     |
| West                         | Denver Broncos       | Broncos Stadium at Mile High | Denver, Colorado            | 14. srpna 1959     |
| West                         | Kansas City Chiefs   | Arrowhead Stadium            | Kansas City, Missouri       | 14. srpna 1959     |
| West                         | Las Vegas Raiders    | Allegiant Stadium            | Paradise, Nevada            | 30. ledna 1960     |
| West                         | Los Angeles Chargers | SoFi Stadium                 | Inglewood, Kalifornie       | 14. srpna 1959     |

## Struktura sezóny

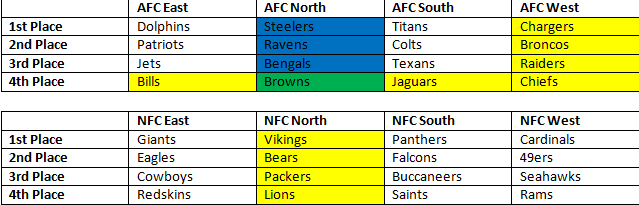
Příklad plánování na jednom týmu (Browns). V tomto hypotetickém plánu budou Browns hrát s modře zvýrazněnými týmy dvakrát, se žlutě jednou, dohromady 16 utkání.

Každý tým AFC během sezóny hraje s ostatními soupeři z divize dvakrát (doma a venku). Tři další utkání jsou určena na základě pořadí v divizích z minulé sezóny. Zbylých sedm je rozděleno mezi dvě ostatní divize NFL, toto přiřazení se každý rok mění. Například v roce 2007 každý tým AFC West sehrál jedno utkání proti týmu z AFC South a NFC North. Takto se týmy z jedné divize utkají s adekvátními soupeři, aby pořadí bylo co nejvíce spravedlivé (tzn. vítěz divize se utká s vítězi dalších divizí). NFC funguje podle stejného systému.
Na konci každé fotbalové sezóny postoupí do playoff prvních šest týmů z AFC (čtyři šampióni divizí se seřadí podle bilance a dále postoupí dva týmy s nejlepší bilancí bez rozdílu příslušnosti k divizi, kteří dostanou tzv. „divokou kartu“). Třetí a šestý tým celkově se střetnou v utkání o „divokou kartu“ na hřišti výše postaveného mužstva, stejně tak čtvrtý s pátým. Vítěz tohoto zápasu se utká v Divisional Round (konferenčním semifinále) s první či druhým týmem divize na jeho hřišti. Oba vítězové Divisional Round se v AFC Championship game střetnou o Lamar Hunt Trophy, vítěz jde do Super Bowlu proti vítězi NFC. Po Super Bowlu XLIII je bilance 19 vítězství pro AFC, 21 pro NFC.

## Historie
AFC byla vytvořena po sloučení s American Football League (AFL) v roce 1970. Všech 10 bývalých členů AFL se spojilo s Clevelandem Browns, Pittsburgh Steelers a Baltimore Colts. Od té doby přibylo 5 nových týmů a 2 odešly, což dělá dohromady současných 16. V roce 1976 přibyli do soutěže Seattle Seahawks do NFC a Tampa Bay Buccaneers do AFC. Toto uspořádání trvalo jen jednu sezónu, pak si oba týmy konference prohodily. Seahawks se do NFC v roce 2002 zase vrátili. Jacksonville Jaguars se připojují k AFC v roce 1995. Po kontroverzním přesunu Cleveland Browns do Baltimoru je novým tým nazván Baltimore Ravens, Browns se vracejí v roce 1999. Houston Texans jsou doplněni do ligy v roce 2002, připojují se k AFC místo Seahawks a AFC se dělí na čtyři divize (namísto původních tří).

## Logo

Logo používané v letech 1970 až 2009.

Sloučená liga vytváří nové logo pro AFC, které obsahuje prvky starého loga AFL, konkrétně písmeno „A“ a šest hvězd, které ho obklopují. Logo se mezi roky 1970 až 2009 v podstatě nemění. V roce 2010 NFL představuje vylepšené AFC logo, dvě hvězdy jsou odstraněny (čtyři reprezentují divize AFC) a jsou umístěny uvnitř písmena, stejně jako logo NFC.